# Hüttenberger Kapelle

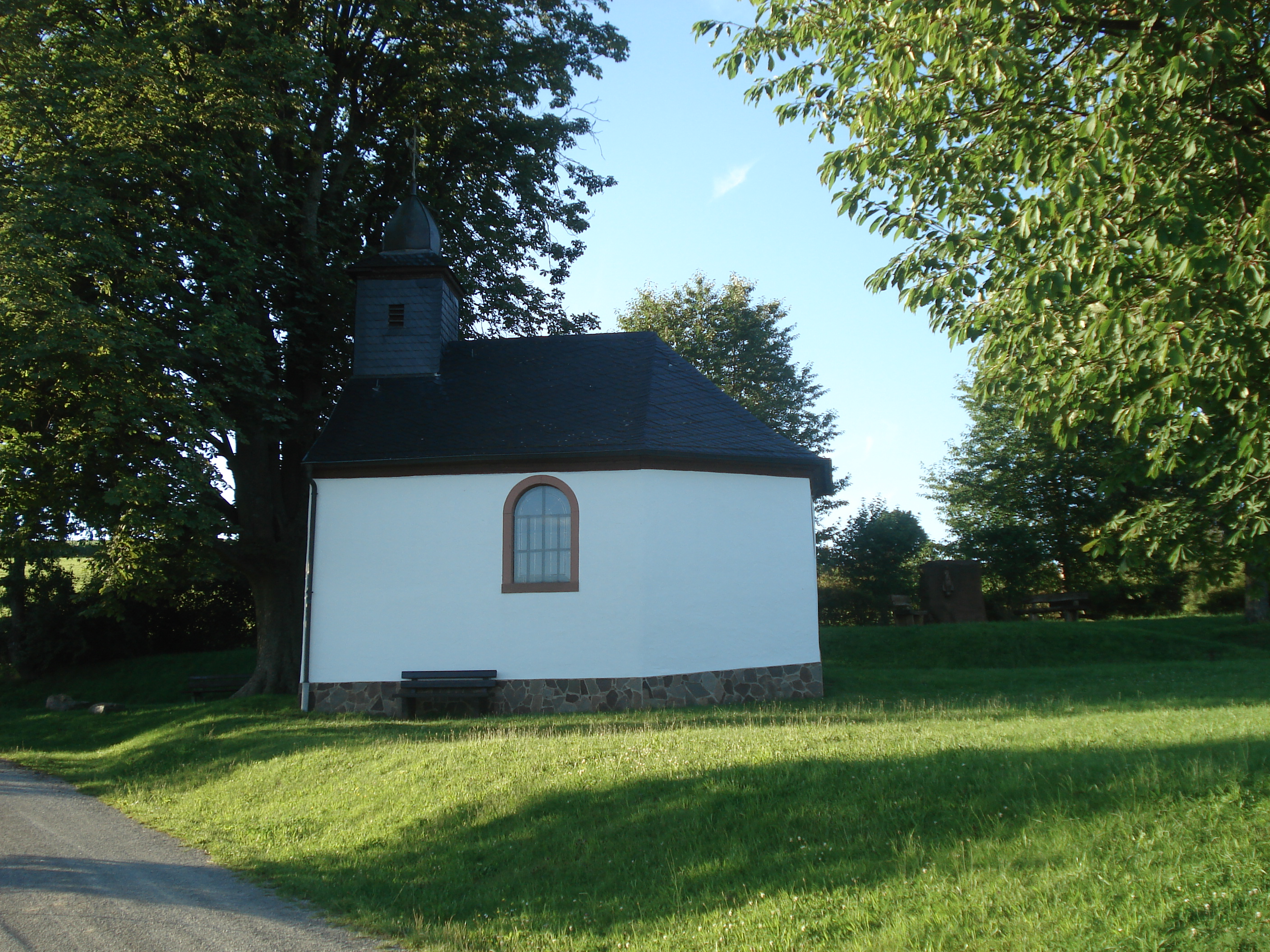
Die Hüttenberger Kapelle

Die Hüttenberger Kapelle ist eine Bergkapelle im Gemeindegebiet des Marktes Mömbris im unterfränkischen Landkreis Aschaffenburg im Spessart.

## Geographie
Das Kapellchen steht im Kahlgrund auf einem freien Feld zwischen Mensengesäß und Oberschur auf dem südöstlichen Hang des Herrenberges (343 m) auf etwa 300 m.

## Geschichte
Die Hüttenberger Kapelle wurde etwa im Jahre 1650 erbaut und ist den 14 Nothelfern von Hüttenberg geweiht. Erstmals urkundlich erwähnt wurde die Kapelle 1869. Das kleine Kirchlein und ein Wendelinus-Bildstock aus dem Jahre 1757 erinnern an die Wüstung Ortschaft Hüttenberg, die sich dort bis zum 19. Jahrhundert befand. Nach dem Zweiten Weltkrieg drohte die Kapelle zu zerfallen, jedoch fanden sich Spender, die das Baudenkmal gründlich renovieren ließen. Auch der Bildstock, der nahezu 20 Jahre lang zerbrochen neben dem Kapellchen lag, wurde 1962 restauriert und wieder aufgestellt.

## Sage zur Entstehung der Kapelle
Einer Sage nach wollte ein Bauer von Hüttenberg nach Krombach in die Kirche laufen. Unterwegs hatte er eine Eingebung und kehrte um. Daheim angekommen, sah er einen Landstreicher, der seine Frau erstechen wollte. Dieser ergriff die Flucht und wurde nicht mehr gesehen. Zum Dank habe der Bauer die Kapelle errichten lassen.

## Bildergalerie

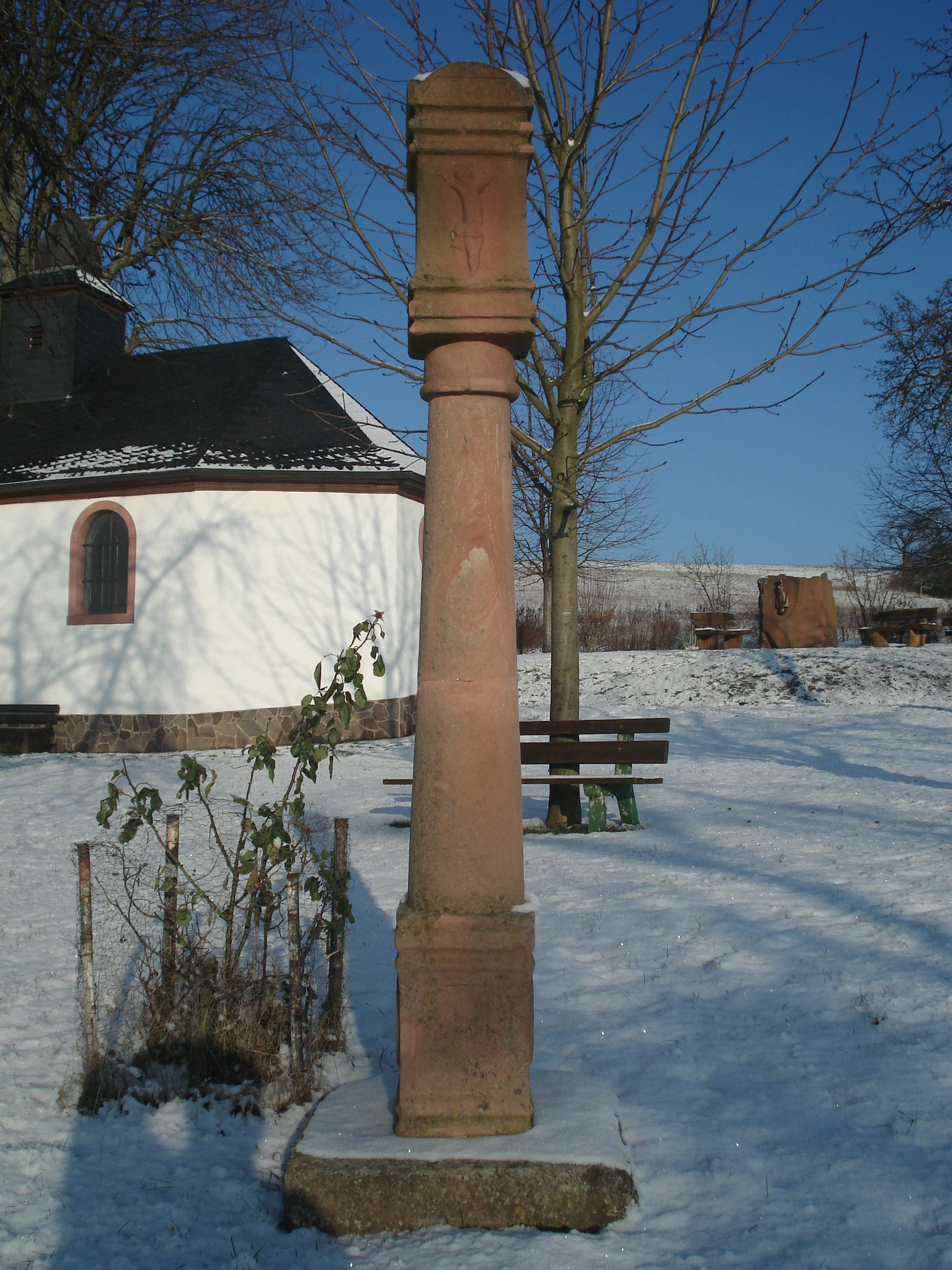
Bildstock von 1757 an der Kapelle
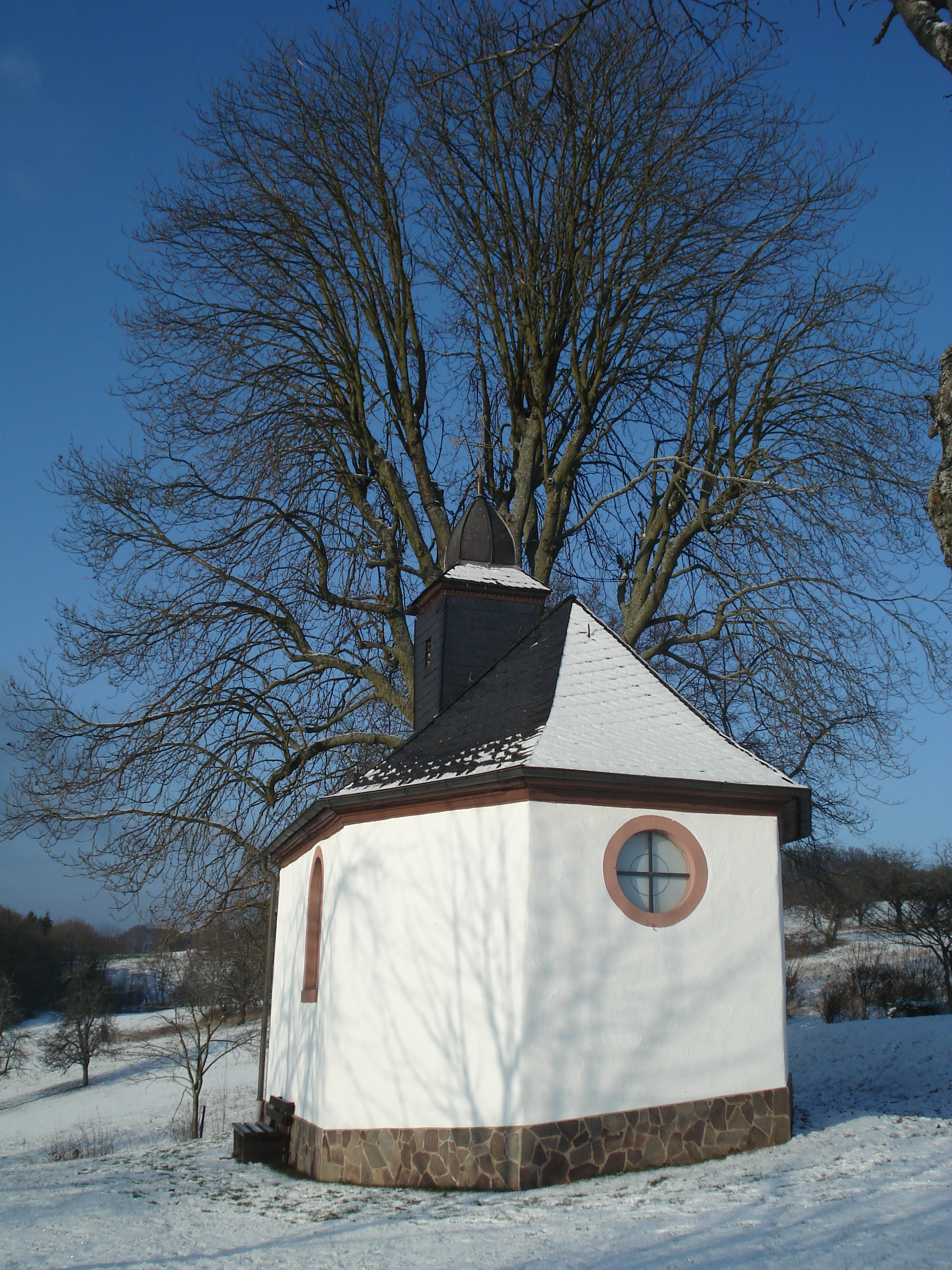
Hüttenberger Kapelle von Osten
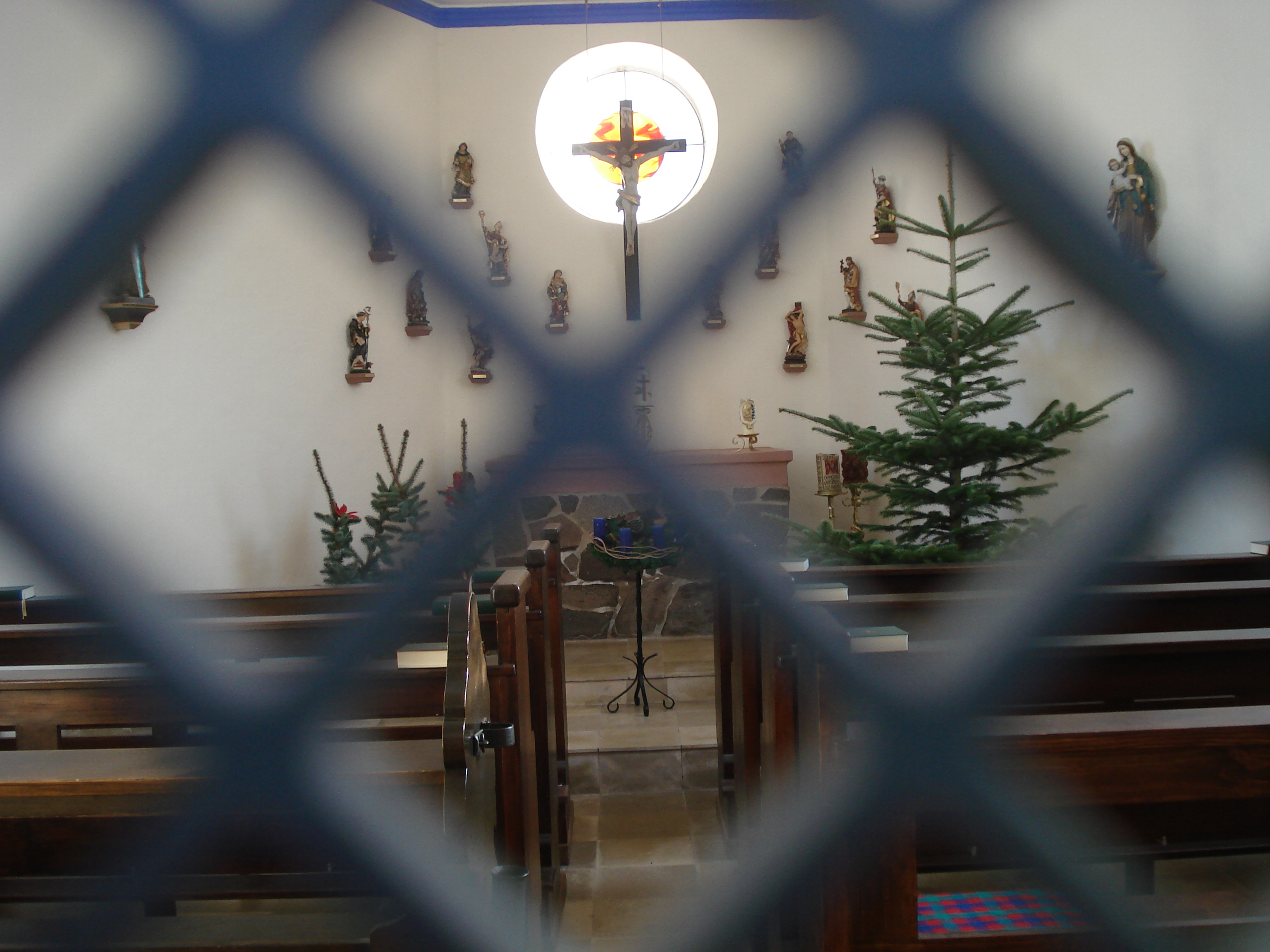
Der Innenraum der Kapelle
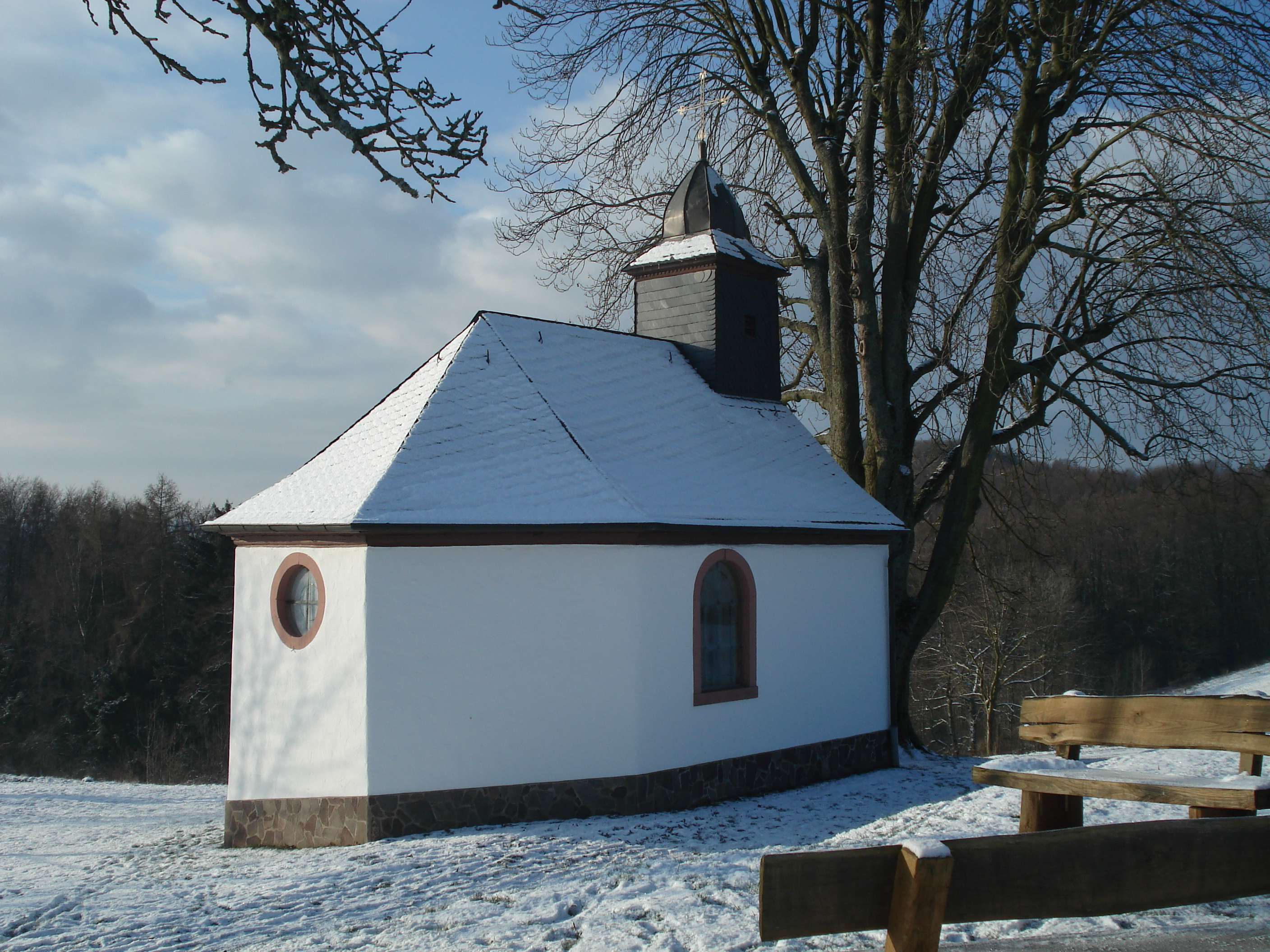
Die Kapelle von Nordosten
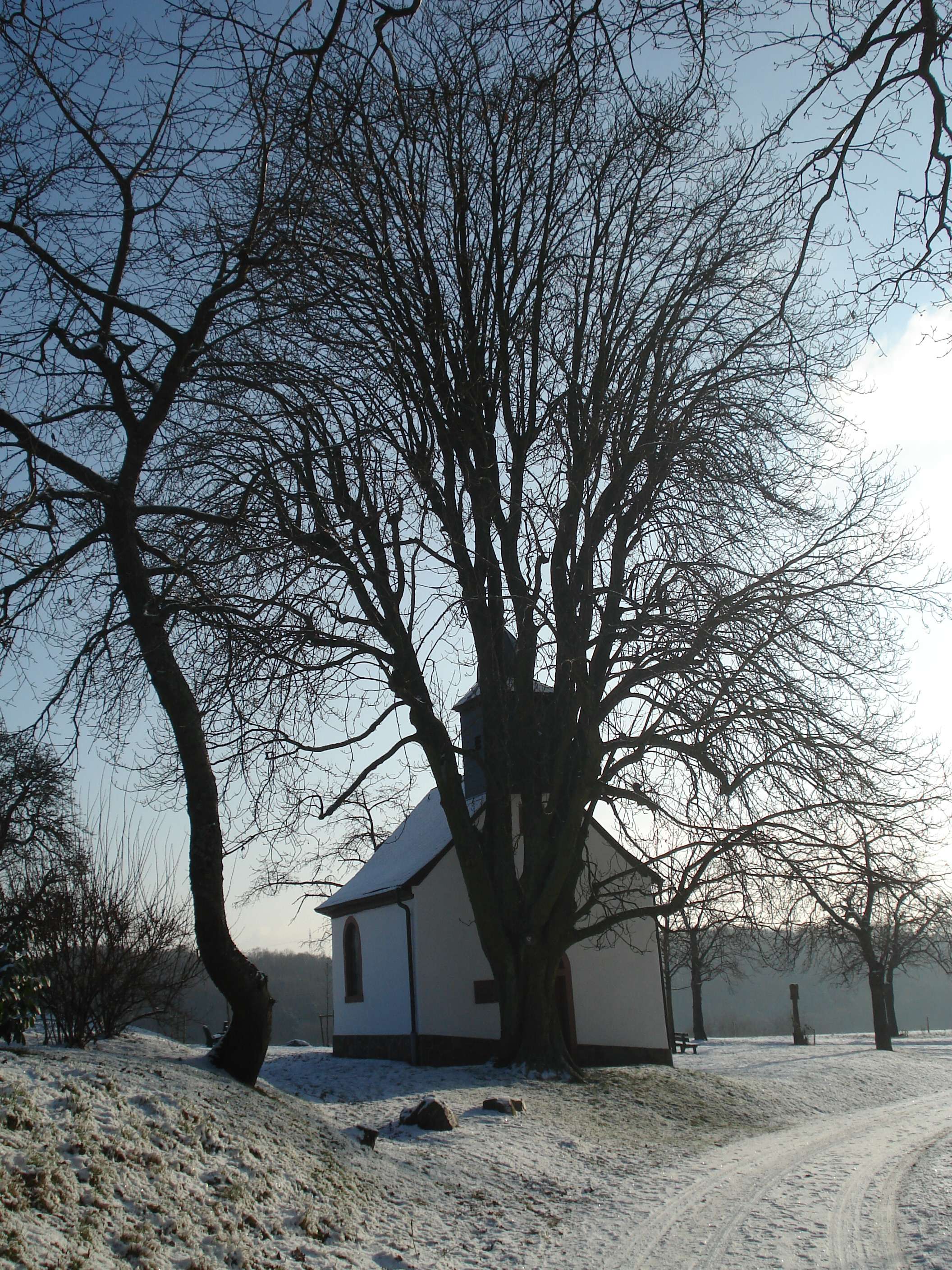
Die Kapelle von Westen